# Brachysiderus matogrossensis
Brachysiderus matogrossensis är en skalbaggsart som beskrevs av Ohaus 1930. Brachysiderus matogrossensis ingår i släktet Brachysiderus och familjen Dynastidae. Inga underarter finns listade.